# نظرية إدارة المزاج
تفترض نظرية إدارة الحالة المزاجية أن استهلاك الرسائل (وخاصة الرسائل الترفيهية) قادرة على تغيير الحالات المزاجية السائدة، وأن اختيار رسائل محددة للاستهلاك غالبًا ما يخدم تنظيم الحالات المزاجية (زيلمان، 1988). تنتمي نظرية إدارة المزاج الآن إلى مجموعة أكبر من المناهج النظرية التي تتحدث عن محتوى الوسائط وكيف تلعب دورًا في إدارة المزاج. تحسين الحالة المزاجية هو الوضع العاطفي الحالي لإدارة الحالة المزاجية لوسائل الإعلام. وتشير النظرية إلى أن الأفراد يستهلكون الوسائط لتحسين حالاتهم المزاجية، ويختارون المحتوى الذي يتناسب مع مزاجهم أو يساعدهم في تحسينه. يعتبر ذلك جزءًا من استراتيجيات التحكم في المزاج والتي قد تكون مهمة في تعزيز الرفاه النفسي والتغلب على التحديات العاطفية.

## تاريخ
يقول الباحثون إن اختيار المحتوى الذي نتعرض له في وسائط الإعلام يمكن أن يؤثر في حالتنا المزاجية، وأن هناك طريقة منهجية لتحسين المزاج من خلال اختيار واستهلاك محتوى معين. تم طرح فكرة اختيار محتوى وسائط الإعلام بغرض تعزيز حالة المزاج من قبل زيلمان وبرايانت (1985) وزيلمان (1988). في البداية، تمت الإشارة إلى هذه الافتراضات باسم "نظرية الترتيب المحسوب على العاطفة"، ولكنها اكتسبت بعد ذلك مزيدًا من التأثير تحت مسمى "إدارة المزاج" (نوبلوخ، 2006).
يمكن إرجاع أبحاث إدارة المزاج إلى نظرية التنافر المعرفي التي وضعها ليون فيستنجر (1957). يشير فيستنجر إلى أن الكائن البشري يحاول إنشاء تطابق داخلي بين المفاهيم مثل المواقف، والمعتقدات، والمعرفة عن نفسه والبيئة. عندما يحمل الشخص معرفتين غير متوافقتين يتم إنتاج التنافر. ولكن يمكن تقليل هذا التنافر من خلال التعرض الانتقائي، أي أن الأفراد سوف يبحثون عن المعلومات التي من شأنها تقليل التنافر وتجنب المعلومات التي من شأنها زيادة التنافر الموجود بالفعل.
تم وضع نظرية فيستنجر في المقام الأول من الناحية المعرفية، حيث تتناول اختيارات التعرض للرسائل المقنعة. وهكذا اقترح زيلمان وزملاؤه نظرية إدارة الحالة المزاجية التي تحاول التعامل مع أوسع نطاق ممكن من اختيارات الرسائل مثل الأخبار، والوثائق، والكوميديا، والدراما، والمآسي، والعروض الموسيقية والرياضة. فهو يتعامل مع جميع الحالات المزاجية التي يمكن تصورها بدلاً من حالة عاطفية واحدة محددة، مثل التنافر (زيلمان، 1988).

## افتراضات أساسية
استنادًا إلى فرضية المتعة القائلة بأن الأفراد لديهم دوافع لتحقيق المتعة وتجنَب الألم، تنص نظرية إدارة المزاج على أن الأفراد -إلى أقصى حد ممكن- يميلون إلى تنظيم بيئتهم بحيث يتم تعظيم أو الحفاظ على المزاج الجيد (المتعة عادةً)، وتقليل أو تخفيف المزاج السيء (الألم عادةً). يمكن أن يتخذ تنظيم البيئة العديد من الأشكال، بما في ذلك الابتعاد نفسيًا عن المواقف التي تخلق تأثيرًا سلبيًا أو تجنبها (مثل تجنب الازدحام المروري المجهد)، أو التحرك نحو أو اختيار المواقف التي تؤدي إلى الإرضاء (مثل التنزه في حديقة جميلة). علاوة على ذلك، بما أن الترفيه يوفر لجمهوره الفرصة لترتيب البيئة بشكل رمزي، فإن نظرية إدارة المزاج تنص على أن خيارات الترفيه للناس يجب أن تخدم بالمثل إدارة الحالة المزاجية (أوليفر، 2003).

وقد تم تلخيص الفرضيات المحددة لنظرية إدارة المزاج على النحو التالي من قبل زيلمان (2000):
تتحقق المتعة بشكل أفضل عندما يقوم الفرد بالتعرض الانتقائي للمواد التي تتميز بالملامح التالية: (أ) تكون مثيرة بشكل يعكس الحالات العاطفية السائدة المتعلقة بالتحفيز الزائد أو النقصان الذي يُشعر بأنه مزعج، (ب) تحمل قيمة متعة إيجابية تفوق قيمة الحالات العاطفية السائدة، و(ج) في الحالات العاطفية السلبية، تكون هذه المواد ذات صلة قليلة أو لا تكون لها صلة دلالية مع الحالات العاطفية السائدة. بشكل أكثر وضوحًا، يعني ذلك أن الشخص يميل إلى اختيار المحتوى الذي يعكس حالة عاطفية معاكسة لتلك التي يشعر بها حاليًا، ويكوّن له قيمة متعة إيجابية تفوق قيمة الحالة العاطفية الحالية، وفي الحالات السلبية، يكوّن لها قليل أو لا توجد صلة دلالية مع الحالة العاطفية السائدة.
على الرغم من أن نظرية إدارة المزاج تشير إلى أن سلوكيات الأفراد غالبًا ما تتوافق مع افتراض المتعة، إلا أن هذه النظرية توضح أيضًا أن الأفراد ليسوا بالضرورة أن يكونوا على دراية بدوافعهم. بدلاً من ذلك، يُعتَقَد أن الناس يقومون في البداية بترتيب بيئتهم بطريقة عشوائية، وأن الترتيبات التي يتم إجراؤها بالصدفة أثناء الحالة المزاجية الجيدة والتي تعمل على توسيع أو تعزيز الحالة الإيجابية تترك أثرًا في الذاكرة يزيد من احتمالية اتخاذ ترتيبات تحفيز مماثلة تحت ظروف مماثلة ( زيلمان، 1988). بمعنى آخر، يتم التحكم في تكوين هذه التفضيلات من خلال آلية تسمى التكييف الفعال، والتي تشير إلى استخدام العواقب لتعديل حدوث السلوك وشكله.

## دليل تجريبي
رغم أن مبادئ نظرية إدارة المزاج تتعلق بالجوانب الأوسع لتحسين المزاج، إلا أن هذه النظرية قد تم تطبيقها بشكل رئيسي على اختيارات الترفيه. على سبيل المثال، تشير دراسة تجريبية قام بها براينت وزيلمان (1984) حول اختيار المشاهدين لبرامج التلفزيون إلى أن الأفراد يمكنهم التغلب على الملل أو التوتر من خلال التعرض الانتقائي لبرامج تلفزيونية مثيرة أو مريحة على التوالي. في سياق التعرض للموسيقى، أظهرت دراسة لكنوبلوخ وزيلمان (2002) أن الأفراد يمكنهم تحسين المزاج السلبي من خلال اختيار الاستماع إلى موسيقى ذات طابع مفرح وحيوي. بالإضافة إلى ذلك، أفادت دراسة قام بها واكشلاج وآخرون (1983) بأن المشاركين الذين زادت مستويات الخوف لديهم يفضلون الأفلام ذات درجات قليلة من التعرض للايذاء ودرجات عالية من العدالة. يُظهر ذلك أن الأفراد يسعون إلى تقليل المحفزات المرتبطة بمصدر المزاج السلبي. قام براينت وزيلمان بإجراء بحث حول كيفية التغلب على الملل والتوتر والذي فحص الأفراد الذين يعانون من الملل أو التوتر من خلال جعلهم يكملون مهمة الاختبار الفكري في وقت محدد مما يسبب الضغط. كان هذا الجزء الأول فقط من الاختبار، أما الجزء الثاني فيتضمن مشاهدة المشاركين لبرنامج واحد من أصل 6 برامج تلفزيونية مقدمة. وتتكون البرامج الستة من ثلاثة برامج مهدئة وثلاثة برامج محفزة. أظهرت الأدلة أن الأشخاص المتوترين أمضوا نفس القدر من الوقت تقريبًا في كلا النوعين من البرامج، بينما شاهد الأشخاص الذين يشعرون بالملل برامج تلفزيونية لم تكن تبعث على الاسترخاء، بل شاهدت بدلاً من ذلك برامج تلفزيونية مثيرة ومحفزة. ذكر براينت وزيلمان أن هذا يدعم فرضية إدارة الحالة المزاجية، فيما يتعلق بتنظيم الإثارة من خلال استهلاك الوسائط.

## تحديات
الاقتراح النظري لنظرية إدارة المزاج واجه تحديات هامة منها:
- تحديات خاصة عند دراسة وفهم الدور الذي تلعبه المشاعر السلبية والأحاسيس الثقيلة على تجربة الترفيه.
- تنوع الكبير في مستخدمي الوسائط وتأثير الظروف الاجتماعية والثقافية، والمنتجات الإعلامية المتاحة.
- كيفية التفاعل مع الوسائط الجديدة المعروفة أيضًا بوسائط التفاعل، وكيف يمكن أن يكون أفضل تصور للترفيه ضمنها (فوردر، 2003).

مؤخرًا، أصبح التعرض لوسائط الإعلام واحدة من الخيارات لترتيب المحفزات. يواجهنا أربع تحديات تتعلق بتأثير المزاج، وهي الإثارة المحتملة، والامتصاص المحتمل، والتشابه الدلالي، والقيمة العاطفية. يعني هذا أننا نبحث عن محتوى يؤثر إيجابيًا على مزاجنا، ونحاول تجنب المحتوى الذي يمكن أن يؤثر سلبًا عليه. هذه التحديات تشمل قدرة المحتوى على تحفيزنا، قدرتنا على الاندماج فيه، التشابه المعنوي مع مزاجنا، والقيمة العاطفية التي يضيفها المحتوى لتحسين مزاجنا.